# آزمایش پادتن فلورسانس مستقیم
پادتن فلورسانت یا (به انگلیسی: Direct fluorescent antibody) (DFA) یکی از روش‌های انجام آزمایش‌های سرم‌شناسی است که به بررسی پادگنهای موجود در سرم خون با افزودن پادتن فلورسانس شده به نمونه می‌پردازد.

## توصیف آزمایش‌های سرم شناسی
آزمایش‌های سرم‌شناسی اغلب براین اساس استوار هستند که بجای یافتن یک آنتی ژن یا عامل بیماری‌زا در بدن آسان‌تر است که پاسخ اختصاصی بدن به آن آنتی ژن (آنتی بادی) را جستجو کرد مثلاً بجای جستجوی ویروس ایدز ، آنتی بادی علیه ویروس ایدز در بدن را سنجید؛ بالابودن سطوح آنتی بادی در خون نشانه مواجهه فرد با ویروس ایدز است.
روش‌های انجام آزمایش‌های سرم‌شناسی عبارتند از: تست الیزا، آگلوتینه شدن، پرسیپیتاسیون، تست فیکاسیون کمپلمان و فلورسانت آنتی بادی
- تست فلورسانت آنتی بادی: این تست نوعی روش مستقیم بررسی آنتی ژن است برخلاف روش وسترن بلات که روش غیرمستقیمی است. یکی از کاربردهای این روش جستجوی آنتی‌ژن هاری و کلامیدیا در موارد مشکوک است.